# Spiele der kleinen Staaten von Europa 2025
Die 20. Ausgabe der Spiele der kleinen Staaten von Europa fand vom 26. bis 31. Mai 2025 in Andorra la Vella, der Hauptstadt von Andorra, statt. Die erfolgreichste Nation wurde Zypern.

## Medaillenspiegel
| Platz               | Staat               | Gold | Silber | Bronze | Gesamt |
| ------------------- | ------------------- | ---- | ------ | ------ | ------ |
| 1                   | Zypern              | 36   | 30     | 42     | 108    |
| 2                   | Luxemburg           | 32   | 27     | 27     | 86     |
| 3                   | Island              | 26   | 22     | 26     | 74     |
| 4                   | Monaco              | 16   | 13     | 15     | 44     |
| 5                   | Malta               | 13   | 24     | 19     | 56     |
| 6                   | Andorra             | 13   | 11     | 14     | 38     |
| 7                   | Montenegro          | 12   | 13     | 11     | 36     |
| 8                   | San Marino          | 8    | 10     | 13     | 31     |
| 9                   | Liechtenstein       | 4    | 6      | 8      | 18     |
| Gesamt (9 Nationen) | Gesamt (9 Nationen) | 160  | 156    | 175    | 491    |